# Liste der Bodendenkmäler in Lenting
Auf dieser Seite sind die Bodendenkmäler in der oberbayerischen Gemeinde Lenting zusammengestellt. Diese Tabelle ist eine Teilliste der Liste der Bodendenkmäler in Bayern. Grundlage ist die Bayerische Denkmalliste, die auf Basis des Bayerischen Denkmalschutzgesetzes vom 1. Oktober 1973 erstmals erstellt wurde und seither durch das Bayerische Landesamt für Denkmalpflege geführt wird. Die folgenden Angaben ersetzen nicht die rechtsverbindliche Auskunft der Denkmalschutzbehörde.

## Bodendenkmäler in Lenting
| Lage                   | Objekt | Akten-Nr.     | Bild |
| ---------------------- | --- | ------------- | ---- |
| Lenting (Standort)     | Siedlung des Neolithikums. | D-1-7134-0040 |      |
| Lenting (Standort)     | Freilandstation des Mesolithikums, Siedlung des Neolithikums und Siedlung vorgeschichtlicher Zeitstellung.                                                                | D-1-7134-0041 |      |
| Lenting (Standort)     | Siedlung vor- und frühgeschichtlicher Zeitstellung. | D-1-7134-0042 |      |
| Lenting (Standort)     | Freilandstationen des Paläolithikums und des Mesolithikums, Siedlungen des Neolithikums (Stichbandkeramik) sowie Siedlungen der Metallzeiten.                             | D-1-7134-0115 |      |
| Hepberg (Standort)     | Befestigung der späten Neuzeit (Teil der Landesfestung Ingolstadt Fort Orff).                                                                                             | D-1-7134-0154 |      |
| Lenting (Standort)     | Siedlung vor- und frühgeschichtlicher Zeitstellung. | D-1-7134-0285 |      |
| Lenting (Standort)     | Siedlung des Mittelneolithikums, des Jungneolithikums, der Hallstattzeit und der römischen Kaiserzeit, Körpergräber der mittleren Latènezeit und des frühen Mittelalters. | D-1-7134-0286 |      |
| Lenting (Standort)     | Mittelalterliche und frühneuzeitliche Befunde im Bereich der Kath. Pfarrkirche St. Nikolaus von Lenting.                                                                  | D-1-7134-0288 |      |
| Lenting (Standort)     | Burgstall des hohen Mittelalters. | D-1-7134-0289 |      |
| Lenting (Standort)     | Siedlung vor- und frühgeschichtlicher Zeitstellung. | D-1-7134-0291 |      |
| Lenting (Standort)     | Siedlung vor- und frühgeschichtlicher Zeitstellung. | D-1-7134-0292 |      |
| Lenting (Standort)     | Mittelalterliche und frühneuzeitliche Befunde im Bereich des ehem. Hofmarkschlosses von Lenting.                                                                          | D-1-7134-0293 |      |
| Lenting (Standort)     | Siedlung vor- und frühgeschichtlicher Zeitstellung. | D-1-7134-0294 |      |
| Lenting (Standort)     | Siedlung und Grabenwerk vor- und frühgeschichtlicher Zeitstellung. | D-1-7134-0295 |      |
| Lenting (Standort)     | Grabhügel der Bronzezeit und Siedlung vorgeschichtlicher Zeitstellung. | D-1-7134-0296 |      |
| Lenting (Standort)     | Siedlung vor- und frühgeschichtlicher Zeitstellung. | D-1-7134-0297 |      |
| Lenting (Standort)     | Siedlung vor- und frühgeschichtlicher Zeitstellung. | D-1-7134-0298 |      |
| Lenting (Standort)     | Grabenwerk vor- und frühgeschichtlicher Zeitstellung. | D-1-7134-0300 |      |
| Lenting (Standort)     | Siedlung vor- und frühgeschichtlicher Zeitstellung. | D-1-7134-0301 |      |
| Lenting (Standort)     | Freilandstation des Mittelpaläolithikums und Grabenwerk vor- und frühgeschichtlicher Zeitstellung.                                                                        | D-1-7134-0302 |      |
| Lenting (Standort)     | Siedlung vor- und frühgeschichtlicher Zeitstellung. | D-1-7134-0303 |      |
| Lenting (Standort)     | Straße der römischen Kaiserzeit. | D-1-7134-0304 |      |
| Lenting (Standort)     | Siedlung vor- und frühgeschichtlicher Zeitstellung. | D-1-7134-0305 |      |
| Lenting (Standort)     | Siedlung der frühen Latènezeit. | D-1-7134-0306 |      |
| Lenting (Standort)     | Straße der römischen Kaiserzeit. | D-1-7134-0308 |      |
| Lenting (Standort)     | Straße der römischen Kaiserzeit. | D-1-7134-0309 |      |
| Wettstetten (Standort) | Befestigung der frühen Neuzeit (1702/03). | D-1-7134-0400 |      |
| Lenting (Standort)     | Körpergräber des frühen Mittelalters. | D-1-7134-0401 |      |
| Lenting (Standort)     | Siedlung der Münchshöfener Kultur. | D-1-7134-0402 |      |
| Lenting (Standort)     | Siedlung und Gräber des Endneolithikums sowie Siedlung der vorgeschichtlichen Metallzeiten.                                                                               | D-1-7134-0427 |      |
| Ingolstadt (Standort)  | Siedlung vor- und frühgeschichtlicher Zeitstellung. | D-1-7134-0428 |      |
| Lenting (Standort)     | Siedlung der Bronzezeit und der Latènezeit. | D-1-7134-0438 |      |
| Lenting (Standort)     | Siedlung und Gräber des Neolithikums (Münchshöfener Kultur). | D-1-7134-0439 |      |
| Lenting (Standort)     | Siedlung vor- und frühgeschichtlicher Zeitstellung. | D-1-7234-0220 |      |
| Ingolstadt (Standort)  | Siedlung vor- und frühgeschichtlicher Zeitstellung und Villa rustica der römischen Kaiserzeit.                                                                            | D-1-7234-0222 |      |
| Lenting (Standort)     | Siedlung der Hallstattzeit. | D-1-7234-0226 |      |
| Lenting (Standort)     | Siedlung der Hallstattzeit. | D-1-7234-0807 |      |